# Oreocharis magnidens
Oreocharis magnidens är en tvåhjärtbladig växtart som beskrevs av Woon Young Chun och K.Y. Pan. Oreocharis magnidens ingår i släktet Oreocharis och familjen Gesneriaceae. Inga underarter finns listade i Catalogue of Life.